# Cerapachys decorsei
Cerapachys decorsei é uma espécie de formiga do gênero Cerapachys.